# Boophis englaenderi
Espèce
Statut de conservation UICN

 VU B1ab(iii) : Vulnérable
Boophis englaenderi est une espèce d'amphibiens de la famille des Mantellidae.

## Répartition
Cette espèce est endémique de Madagascar. Elle se rencontre aux alentours de 300 m d'altitude dans le massif de Marojejy,.

## Description
Boophis englaenderi mesure de 31 à 39 mm pour les mâles, la taille des femelles n'est pas connue. Son dos est vert avec de nombreuses petites taches vert foncé. Son ventre est jaunâtre. La face interne de ses membres est bleu-vert. Sa gorge est vert clair.

## Étymologie
Cette espèce est nommée en l'honneur d'Hans Engländer.

## Publication originale
- Glaw & Vences, 1994 : A Fieldguide to the Amphibians and Reptiles of Madagascar - Including Mammals and Freshwater Fish. ed. 2, p. 1-331  (ISBN 3-929449-01-3)